# Мордвинов, Семён Иванович
Семён Ива́нович Мордви́нов (1701, Мелковичи — март 1777, Санкт-Петербург) — русский адмирал, отец морского министра графа Николая Семёновича Мордвинова.

## Биография
Происходил из дворянского рода Мордвиновых, ведущего родословную от выходца из мордвы Ждана Мордвинова, аманата царя Иоанна Васильевича. Родился 26 января 1701 года в Мелковичах, которые в 1708 году вошли в состав Ингерманландской губернии — сын Ивана Тимофеевича Мордвинова (погибшего в битве при Нарве за два месяца до рождения сына) и Авдотьи Степановны Ушаковой.
До тринадцати лет воспитывался в семье. В 1715 году в числе других дворянских детей был представлен Петру I и по его повелению отправлен для обучения в новгородскую, а потом нарвскую школу. В октябре того же года был определён для дальнейшего обучения в Морскую академию. В январе 1716 года был направлен в Ревель для прохождения службы на корабле «Архангел Михаил» гардемарином. Весной того же года совершил переход на вышеназванном корабле в Копенгаген. Из Копенгагена, по повелению Петра I, был послан в составе группы гардемаринов для обучения во французский город Брест, куда прибыл в феврале 1717 года. По прибытии был произведён в гардемарины французского флота, а 11 июля 1722 года — в корабельные подпоручики; 30 октября 1722 года вернулся в Россию и 1 мая 1723 года получил чин мичмана.
10 января 1724 года Мордвинова произвели в унтер-лейтенанты, в феврале назначили на корабль «Святой Александр» в качестве адъютанта и переводчика адмирала Томаса Гордона.
В 1727 году на фрегате «Винд-Хунд» в составе эскадры адмирала Наума Акимовича Сенявина он крейсировал на Балтике, где при заходе в Киль принял в командование галиот «Керсмакер», который благополучно перевёл в Санкт-Петербург.
В марте 1729 года унтер-лейтенант Мордвинов был откомандирован в сопровождении двух геодезистов для описи дубовых лесов по берегам рек Волга и Кама. По возвращении из командировки в 1730 году принял командование придворной яхтой «Елисавета».
19 марта 1731 года был пожалован званием лейтенанта, после чего в 1732 году убыл для дальнейшего прохождения службы в Астрахань, где в 1732 году был назначен Командиром порта Ярки. 18 августа 1734 года по новому штату был написан лейтенантом майорского ранга. По состоянию здоровья в августе 1734 года был освобождён от должности и отправлен в отпуск по болезни до 1 марта 1735 года.
В 1736 году Адмиралтейств-коллегия поручила С. И. Мордвинову описать дубовые леса, находящиеся в Новогородской губернии. Он два года находился в Новгороде, где наблюдал также за скорейшим сбором денежной казны и принимал рекрутов. В 1739 году Мордвинов был определён советником в Комиссариатскую экспедицию. 3 ноября 1740 года произведён в капитаны полковничьего ранга.
В 1741 году, командуя фрегатом «Кронделивде», он в эскадре капитана Путилова совершил переход из Кронштадта в Архангельск. В 1742 году будучи командиром фрегата «Вахтмейстер» Мордвинов выступил в эскадре вице-адмирала Петра Петровича Бредаля из Архангельска и с повреждениями вернулся в Архангельск. На период перевода через бар Бредаль поручил Мордвинову командование всеми фрегатами. Тот сначала пропустил другие фрегаты, а свой перевёл только через 2 недели, когда погода позволила.
В 1743 году, являясь командиром фрегата «Аполлон», С. И. Мордвинов отбыл на Балтику в составе эскадры капитана Льюиса, но в шторм у Нордкапа 18 августа 1743 года была сломана фок-мачта, а бизань-мачта раскололась. Из-за повреждения пришлось возвратиться в Архангельск. 2 декабря Мордвинов был определён на должность капитана Архангельского порта. В 1744 году принял командование новым кораблём «Полтава», который затем привёл из Архангельска в Кронштадт.
В 1745 году Мордвинов по-прежнему присутствовал в Комиссариатской Экспедиции и, по поручению Коллегии, занимался (с 1746 года) приведением в порядок бумаг умершего генерал-адмирала графа Фёдора Матвеевича Апраксина, которые лежали в амбаре с 1728 года, порядком позабытые. Тем самым он закладывал основы того учреждения, которое ныне называется Российским государственным архивом военно-морского флота.
В 1746 году будучи командиром линейного корабля «Полтава» С. И. Мордвинов ходил с флотом до Рогервика. Осенью он был определён в присутствие кронштадтской конторы над портом для исправления дел как по главной команде, так и по должности капитана над портом, ибо на тех должностях состояли англичане. В том же году моряк обнаружил ошибки в своде сигналов, и коллегия поручила ему составление новых сигналов, которые он представил в 1756 году.
В 1747 году известие о снаряжении французского каперского фрегата обеспокоило Санкт-Петербург. Начальствуя отрядом из 3 фрегатов («Воин», «№ 1», «№ 2»), Мордвинов крейсировал в Балтийском море. Капер не появился, и отряд в августе возвратился в Кронштадт.
В январе 1748 года С. И. Мордвинов был назначен начальником штурманской роты. Летом того же года он командовал линейным кораблём «Полтава» в практическом плавании эскадры под командованием вице-адмирала Якова Саввича Барша. Этим же летом Мордвинов заболел и был болен весь 1749 год. Возвратившись из отпуска по болезни в 1750 году он опять принял командование линейным кораблём «Полтава» и совершил на нём поход до Готланда в составе эскадры под командованием вице-адмирала Захара Даниловича Мишукова.
В 1751 году был представлен к званию капитана второго ранга. Осенью 1752 года новоиспечённый капитан второго ранга был назначен советником адмиралтейской конторы (интендантской экспедиции), а с 25 июня 1753 по 20 января 1754 года он временно исполнял обязанности директора экспедиции.
В феврале 1754 года Мордвинова по его просьбе уволили с должности советника адмиралтейской конторы, ибо ему потребовалось выехать в родовое имение по семейным обстоятельствам. 15 марта С. И. Мордвинов был произведён в капитаны первого ранга, а в сентябре того же года был введён в комиссию по собранию морских узаконений вместе с вице-адмиралом Баршем, капитаном Пущиным и лейтенантом Саввой Максимовичем Назимовым. В членах этой комиссии он состоял восемь лет, а с ноября 1755 года, после смерти вице-адмирала Барша, исполнял обязанности председателя комиссии. В декабре того же года Мордвинов получил звание капитан-командора.
Начало Семилетней войны (1756—1763 годов) способствовало возвращению С. И. Мордвинова с береговых должностей на действующий флот. Осознавая опасность высадки войск Фридриха II командование российского флота в сентябре 1756 года послало в крейсерство эскадру С. И. Мордвинова для наблюдения за прусскими портами. Имея брейд-вымпел на корабле «Наталия», капитан-командор с эскадрой из 2 кораблей(«Наталия» и «Шлиссельбург») и 4 фрегатов («Россия», «Михаил», «Крейсер» и «Вахтмейстер») ходил к Данцигу, чтобы воспрепятствовать транспортировке прусских войск, и в октябре вернулся в Кронштадт.
5 мая 1757 года С. И. Мордвинов был представлен к званию контр-адмирала.
В 1758 году участвовал, в звании Советника, в походе адмирала Мишукова к прусским берегам, находясь на флагманском корабле «Святой Николай»; затем в 1759 году был определён членом Адмиралтейств-коллегии. В 1760 году, держа флаг на корабле «Св. Андрей Первозванный», Мордвинов оставаясь советником Мишукова, командовал арьергардом флота при осаде Кольберга. Корабли его отряда послужили наиболее активной частью флота как в ходе борьбы за береговые батареи, так и в прикрытии отхода внезапно атакованного прусским вспомогательным корпусом десанта на суда. Отправленный на берег для наведения порядка, он встретил уже отходившие в панике войска, и контр-адмиралу осталось лишь организовать погрузку войск на суда и отход в море. Как один из виновников неудачного исхода экспедиции Мордвинов был предан суду, но наказанию не подвергся, как и другие военачальники — 18 декабря императрица Елизавета написала на приговоре по делу: «Для Рождества Христова прощаются».
Командуя Кронштадтскою эскадрою, которая состояла из двенадцати кораблей, одного фрегата и трех прам, Семён Иванович выступил в море 14 июня 1761 года, и 18 июня, объединившись у Наргена с Ревельскою эскадрою, направил свою эскадру к Кольбергу, под общим командованием вице-адмирала Андрея Ивановича Полянского. Блокада крепости со стороны моря продолжалась с 14 августа по 26 сентября: всё это время Мордвинов каждый день находился на бомбардирских кораблях, поставленных против неприятельских батарей. Недостаток в провианте и в дровах заставил флот возвратиться в Кронштадт 14 октября. Несомненно, что флот, хотя и ушёл в базы до завершения осады, сыграл большую роль во взятии Кольберга.

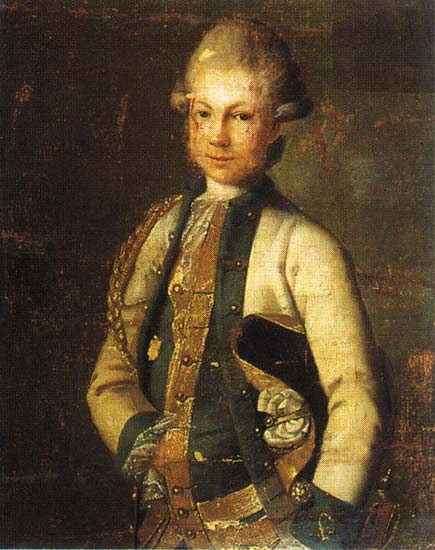
Николай, сын Семёна Ивановича, в 1771 году

В феврале 1762 года император Пётр III определил С. И. Мордвинова в комиссию «для разобрания во флоте служивших флагманов, штаб- и обер-офицеров». Предполагалось, что комиссия разработает широкий план преобразований на флоте. Первой целью стала чистка флота от престарелых офицеров: 16 марта 1762 года комиссией были представлены списки увольняемых и перемещаемых кадров, высочайше утверждённые 30 апреля; 29 марта комиссия представила доклады о новом штате кораблей, об улучшении быта нижних чинов, о переводе адмиралтейства в Кронштадт, об артиллерии и заготовлении корабельных лесов (комиссия упразднена после дворцового переворота Екатерины II в июне 1762 года). Высоко оценив заслуги и способности Мордвинова, 10 апреля 1762 года император Пётр III произвёл его в вице-адмиралы.
С. И. Мордвинов пришёлся ко двору и пришедшей к власти в результате переворота Екатерине II. 28 июня он ездил в Кронштадт для приведения к присяге морских и сухопутных чинов; 1 сентября вице-адмирал представлял моряков императрице перед её отъездом на коронацию. В дальнейшем старый моряк продолжал работу над улучшениями на флоте. 10 июля 1762 года он предложил императрице доклад, в котором показал преимущества штатов 1732 года и на них основывал новый порядок управления. Именно Мордвинова императрица 18 ноября назначила руководителем новой комиссии по улучшению флота («комиссии российских флотов и адмиралтейского правления»). В 1763 году комиссия подготовила первую часть регламента об управлении адмиралтейств и флотов, содержащую должности Адмиралтейств-коллегии, её экспедиций и всех чинов, находящихся при адмиралтействе. Результаты реформаторской деятельности Семёна Ивановича произвели благостное впечатление на императрицу и 4 мая 1764 года Екатерина II произвела его в адмиралы. При разделе флота на две дивизии 9 марта 1765 года С. И. Мордвинов был назначен командовать 1-й дивизией. В дальнейшем, по случаю отсутствия генерал-адмирала, командующего флотом, Мордвинов осуществлял командование обеими дивизиями. По собственному предложению в последний раз он отправился в море, командуя практической эскадрой, назначенной для обучения молодых офицеров и гардемаринов.
Заботясь об усовершенствовании российского флота, Семён Иванович продолжал управлять Штурманскою ротою в звании адмирала; ввёл в употребление баркасы для линейных кораблей и фрегатов, вместо шлюпок; сформировал в 1769 году четыре морских солдатских батальона; способствовал позволению морским офицерам служить на торговых кораблях. В 1769 году в Кронштадте осуществлял руководство и надзор за снаряжением эскадр адмиралов Григория Андреевича Спиридова, Андрея Власьевича Елманова и Джона Эльфинстона предназначенных к отправке в Средиземное море. В значительной мере благодаря усилиям Мордвинова Архипелагская экспедиция началась успешно.
В 1770 году из-за болезни адмирал Мордвинов практически прекратил работу в Адмиралтейств-коллегии; 13 февраля 1777 года он подал прошение об отставке; 21 февраля 1777 года был уволен со всех должностей с награждением двумя деревнями в Полоцкой губернии; 6 марта последовал указ Сената. Сменил Мордвинова в должности вице-президента Адмиралтейств-коллегии граф Иван Григорьевич Чернышёв.
Скончался Семён Иванович Мордвинов в марте 1777 года и был погребён на Лазаревском кладбище Александро-Невской лавры в Санкт-Петербурге (IV уч.).

## Сочинения
- «О учреждении флота на море»
- «Книга полного собрания об эволюции или экзерзиции флота на море. Переводы с Французского языка на Российский от флота лейтенанта Семёна Мордвинова 1733 года». Изд. 1736 год
- «Каталог содержащий о Солнце, луне и звёздах, также о полном в знатных местах, заливах и реках, наводнении и прочая к мореплаванию принадлежащая в разных по Санкт-Петербургскому меридиану таблицах.» Изд. 1744 и 1762 годы
- «Полное собрание о навигации» (В 4 частях) Изд. 1744 и 1753 годы
- «Толкование о геометрии» Изд. 1753
- Записки адмирала Семёна Ивановича Мордвинова, писанные собственною его рукою. СПб.: Морская типография, 1868.